# Механичен орган
Механичният орган е вид тръбен орган, който свири сам, без помощта на музикант.
Инструментът съществува от 18 век. Първоначално музиката се записва с перфорации по въртяш се цилиндър. Механичните органи имат много органичен репертоар както като численост на изпълняваните произведения, така и по отношение на продължителността им.
След края на 19 век инструменът работи с помощта на създадената музикална ролка, която позволява запис на по-дълги произведения.
Най-известният композитор, писал музика за инструмента, е Волфганг Амадеус Моцарт.